# Andria Dadiani

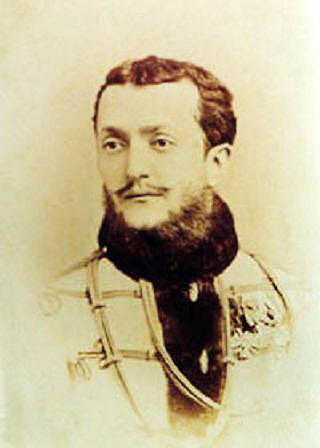
Andria Dadiani

Andria Dadiani (georgisch ანდრია დადიანი; * 24. Oktober 1850 in Sugdidi; † 12. Juni 1910 in Kiew), bekannt auch unter seinem russischen Namen Andrei Dawidowitsch Dadian-Mingrelski (russisch Андрей Давидович Дадиани), war ein georgischer Hochadeliger und prominenter Mäzen des Schachspiels. In der Schachliteratur wird er meist Prinz Dadian von Mingrelien genannt. Er galt selbst als starker Amateur, dessen genaue Spielstärke aber unklar ist.

## Herkunft
Andria Dadiani war der jüngere Sohn des Fürsten von Mingrelien David Dadiani und ein Bruder von Niko Dadiani, mit dessen Abdankung 1857 (und der Annexion Mingreliens durch das Russische Kaiserreich) die Herrschaft der Fürstenfamilie Dadiani endete.

## Schachspieler und Mäzen
Das Schachspiel erlernte Andria Dadiani von seinen Eltern. Nachdem er 1873 an der juristischen Fakultät der Universität Heidelberg promovierte, ging er in die Kaiserlich Russische Armee. Er stieg bis zum Rang eines Generalleutnants auf. Im Jahr 1880 trug er einen Zweikampf gegen den italienischen Meister Serafino Dubois aus, der unentschieden geendet haben soll. Prinz Dadian gewann die Amateurschachturniere zu Sankt Petersburg 1881/82 und Kiew 1904. Vorrangig trat er jedoch als Förderer mehrerer internationaler Schachturniere hervor.
Von ihm sind eine Anzahl von Kurzpartien überliefert, die zumeist spektakuläre Kombinationen enthalten. Bisweilen wurden sie von führenden Meistern, darunter Wilhelm Steinitz, veröffentlicht und kommentiert. Die Partien waren jedoch, so wird jedenfalls vermutet, ganz oder teilweise konstruiert. Ähnliches gilt für mögliche Ergebnisabsprachen in Partien gegen namhafte Meisterspieler. Allerdings sind diese bereits von Zeitgenossen erhobenen Vorwürfe bis heute nicht geklärt. Überliefert ist zudem ein Vorfall beim Meisterturnier von Monte Carlo 1903, bei dem Prinz Dadian das Turnierkomitee leitete. Er erwirkte damals mittels einer persönlichen Geldzahlung den Ausschluss des russischen Meisters Michail Tschigorin, weil dieser den Prinzen „in der Presse wiederholt beleidigt hatte“.
In Zusammenarbeit mit Emanuel Schiffers veröffentlichte Prinz Dadian im Jahr 1903 ein Buch mit hundert ausgewählten Kombinationen. Die Namen der von ihm besiegten Gegner werden darin ebenso wenig genannt wie Ort und Zeitpunkt der gespielten Partien. Die Publikation, die in geringer Auflage erschien, kann als das erste Schachbuch eines georgischen Meisters angesehen werden.

## Werke
- Fins de partie de S.A.S. le Prince Dadian de Mingrelie, Kiew 1903